# Contea di Henry (Georgia)
La contea di Henry (in inglese Henry County) è una contea dello Stato della Georgia, negli Stati Uniti. La popolazione al censimento del 2000 era di 119 341 abitanti. Il capoluogo di contea è McDonough.